# Parthenocissus feddei
Parthenocissus feddei är en vinväxtart som först beskrevs av H. Lev., och fick sitt nu gällande namn av Chao Luang Li. Parthenocissus feddei ingår i släktet vildvinssläktet, och familjen vinväxter. Inga underarter finns listade i Catalogue of Life.